# Quds-Einheit
Die Quds-Einheit oder Qods-Brigade (persisch نیروی قدس, DMG Nīrū-ye Quds, auch Qods-Pasdaran oder Sepah-e Qods genannt) ist die Eliteeinheit des Korps der Islamischen Revolutionsgarde (IRGC) bzw. der Pasdaran für Auslandseinsätze (exterritoriale Operationen). Sie wurde Anfang der 1990er Jahre auf Grundlage bestehender Kräfte aufgestellt, um eine weltweite Islamische Revolution zu führen (im Rahmen des Revolutionsexports). Erster Kommandeur der Einheit war Brigadegeneral Ahmad Vahidi, der zuvor die Abteilung Nachrichtenwesen der Islamischen Revolutionsgarde geleitet hatte. Seit 1998 wurde sie von Qasem Soleimani kommandiert. Nach dessen Tötung am 3. Januar 2020 durch einen Drohnenangriff der USA wurde Esmail Ghaani zu Soleimanis Nachfolger ernannt.
Die Quds-Einheit arbeitet mit anderen islamistischen Organisationen wie der Hisbollah oder Hamas zusammen und wird von den USA als Terrororganisation eingestuft.
Langfristige Ziele der Quds-Einheit sind, ebenso wie der ihr übergeordneten Revolutionsgarde, laut Natalie Amiri die Eroberung Jerusalems und als Teil der Staatsdoktrin die Zerstörung Israels.

## Auftrag
Die Quds-Einheit unterstützt der Islamischen Republik Iran nahestehende Kräfte, um die islamische Revolution aus Iran zu exportieren. So wurden in der Vergangenheit u. a. kurdische Guerillas im Bürgerkrieg im Irak, islamistische Mudschaheddin während des Bosnienkrieges und Teile der afghanischen Nordallianz in den Auseinandersetzungen gegen die Taliban im Afghanistankrieg unterstützt. Zuletzt wurden sie auch im Syrienkrieg gegen die oppositionelle Freie Syrische Armee und den IS aktiv.
Die Unterstützung erfolgt durch Finanzierung, Ausbildung und Bereitstellung von Waffen und Gerät. Die Zusammenarbeit beschränkt sich nicht nur auf schiitische Kräfte. So unterstützt die Quds-Einheit z. B. auch proiranische (antiisraelische) Kräfte innerhalb der Hamas oder den sunnitischen Islamischen Dschihad in Palästina. Zudem wird die Quds-Einheit unmittelbar für spezielle militärische und auch terroristische Operationen im Ausland eingesetzt.

## Aufstellung
Die Quds-Einheit wurde Anfang der 1980er Jahre aufgestellt. Ihre Grundlage bildeten bereits bestehende nachrichtendienstliche und andere Kräfte Irans. Erster Kommandeur der Quds-Einheit war Brigadegeneral Ahmad Vahidi, der zuvor die Abteilung Nachrichtenwesen der Revolutionswächter geleitet hatte.
Sie ist direkt Ajatollah Ali Chamene’i unterstellt. Kommandeur der Truppe war ab März 1998 Generalmajor Qasem Soleimani, der am 3. Januar 2020 durch einen US-Raketenangriff nahe dem Bagdader Flughafen getötet wurde. Zu seinem Nachfolger wurde Esmail Ghaani ernannt.
Die Stärke der Quds-Einheit wird auf zwischen 5.000–20.000 Personen geschätzt.
Zur Quds-Brigade gehören auch diplomatische Vertreter der Islamischen Republik Iran wie der stellvertretende Außenminister und Unterhändler bei den Atomverhandlungen Abbas Araghchi und der iranische Botschafter im Irak Iraj Masjedi. Der General der Revolutionsgarde und ehemalige Verteidigungsminister Hossein Dehghan kandidierte im Juni 2021 für die Präsidentschaftswahlen. Esmail Qaʾani wurde Nachfolger des getöteten Soleiman als Chef der Quds-Brigade.

## Operationen
Die Quds-Einheit unterhält Abteilungen für die Bereiche Irak, Libanon, Palästinensische Autonomiegebiete und Jordanien, Afghanistan, Pakistan und Indien, Türkei, Arabische Halbinsel, Nordafrika, Europa sowie Nordamerika. Angehörige der Einheit halten sich u. a. als diplomatisches Personal an iranischen Auslandsvertretungen auf.

### Im Irak
Die Operationen der Quds-Einheit im Irak sollen den iranischen Einfluss im Land stärken und die amerikanische Präsenz schwächen.
Nach Angaben der in London erscheinenden arabischsprachigen Zeitung Asharq al-Awsat besuchte al-Sadr Iran Ende 2003 und traf sich u. a. mit General Soleimani. Die Zeitung berichtete weiterhin, dass die Quds-Einheit in Qasr Shireen, Ilam und Hamid im Süden Irans entlang der Grenze zum Irak Ausbildungslager für Angehörige der Mahdi-Armee betreibe. Nach dem Scheitern einer Offensive der Mahdi-Armee Muqtada al-Sadrs verstärkte die Quds-Einheit ihre Aktivitäten im Irak.
Diese Gruppierung ist der militärische Arm des Obersten Rats für die Islamische Revolution im Irak (SCIRI).
Die New York Times berichtete unter Berufung auf Nachrichtendienstquellen, dass die Quds-Einheit schiitischen Kräften im Irak leistungsfähige Sprengsätze (Hohlladungen) zur Verfügung gestellt hätten, die bis Februar 2007 rund 170 amerikanische Soldaten getötet hätten. Am 20. Januar 2007 griff eine Gruppe von Kämpfern das Provincial Joint Coordination Center in Kerbela an, entführte vier amerikanische Soldaten und tötete diese anschließend. Die Angreifer bewegten sich in Fahrzeugen, wie sie auch von amerikanischen Behörden im Irak benutzt werden, trugen amerikanische Uniformen und sprachen fließend Englisch. Der Angriff erfolgte wenige Tage nach der Festnahme einer Gruppe iranischer Staatsbürger durch amerikanische Kräfte in Erbil. Nach amerikanischen Angaben handelte es sich zum Teil um Angehörige der Quds-Einheit. Bereits im Dezember seien mit Brigadegeneral Mohsen Shirazi und Oberst Abu Amad Davari zwei hochrangige Offiziere der Quds-Einheit im Irak festgenommen worden.
Zum Jahresbeginn 2020 wurde Kommandeur Qasem Soleimani durch gezielten Raketenbeschuss einer Reaper-Drohne des US-amerikanischen Militärs in Bagdad getötet.

### Im Libanon
Das Korps der Islamischen Revolutionsgarde spielte eine zentrale Rolle beim Aufbau der Hisbollah ab 1982. Nach israelischen Angaben ist die Quds-Einheit für iranische Waffenlieferungen an die Hisbollah verantwortlich. Die Waffen würden aus Iran zunächst per Flugzeug nach Damaskus transportiert und von dort aus auf dem Landweg in den Libanon eingeführt. Nach israelischen Angaben bildet die Quds-Einheit in einer Einrichtung mit dem Namen „Imam Ali“ in Teheran und einer weiteren Einrichtung in Bahonar bei Karaj Angehörige der Hisbollah aus. Im Libanon gefangengenommene Kämpfer der Organisation hätten ausgesagt, in diesen Einrichtungen als Teil von Gruppen im Umfang von bis zu 50 Kämpfern ausgebildet worden zu sein. Inhalt der Ausbildung sei u. a. die Handhabung von Panzerabwehrwaffen sowie der Umgang mit Flugabwehrwaffen gewesen.

### In Syrien
2013 berichtete The New Yorker über zunehmende Aktivitäten der Quds-Einheit in Syrien. Aus dem Bericht geht auch hervor, dass die Aktivitäten von der Quds-Einheit im Irak zeitweise von den Amerikanern toleriert wurden, um sunnitische Aufständische zu bekämpfen.

### In Frankreich und Deutschland
Im Jahr 2017 verurteilte das Berliner Kammergericht einen aus Pakistan stammenden Studenten wegen geheimdienstlicher Agententätigkeit zu einer Freiheitsstrafe von vier Jahren und drei Monaten. Er hatte den französisch-israelischen Wirtschaftsprofessor David Rouach und den früheren Wehrbeauftragten des Bundestags und Präsidenten der Deutsch-Israelischen Gesellschaft Reinhold Robbe ausgespäht. Der Student soll im Auftrag der Quds-Brigaden operiert und für den Kriegsfall leicht zu treffende Anschlagsziele ausgekundschaftet haben.

## Angriffe auf Quds-Einheiten
Zwei Jahre nach der Tötung des Quds-Kommandeurs Qasem Soleimani im Irak und Mohammad Mirza, der Quds-Brigade in Jemen im Jahr 2020 wurde mit Hassan Sayyad Khodayari ein weiterer hochrangiger Offizier derselben Einheit in Iran getötet.
Am 26. Dezember 2023 wurde General Razi Mousavi, einst ein enger Mitarbeiter von Qassem Soleimani und nach seinem Tod der „erfahrensten Berater“ der Quds-Brigaden in Syrien, durch drei israelische Raketen auf sein Haus im Stadtviertel Set Zaynab in Damaskus getötet.
Am 1. April 2024 wurde mit Muhammad Reza Zahedi ein Brigadegeneral der Quds-Einheiten in Damaskus durch einen israelischen Luftangriff getötet.